# Lingue gê
Le lingue gê o Jê o Jean, sono un gruppo linguistico parlato dai Gê, un popolo indigeno del Brasile.

## Distribuzione geografica
Secondo Ethnologue le lingue gê sono parlate in Brasile complessivamente da circa 25.000 locutori.

## Classificazione
Secondo Ethnologue, le lingue gê sono sedici e possono essere così raggruppate [tra parentesi il codice linguistico internazionale]:
- Lingue gê settentrionali: 
  - Lingua apinayé [apn] detta anche apinagé, apinajé,1500 locutori
  - Lingua kayapó [txu] detta anche kokraimoro
  - Lingua panarà [kre] detta anche kreen akarore, kren akarore,375 locutori
  - Lingua suyà [suy] detta anche kisêdjê,350 locutori
  - Lingue timbira,6.000 parlanti totali
    - Lingua canela [ram] detta anche kanela,
    - Lingua pará gavião [gvp] detta anche parakatêjê, pukobjê
    - Lingua krahô [xra] detta anche craô, kraô
    - Lingua kreye [xre] detta anche crange, crenge, crenye, creye, krem-ye, tage, taze
    - Lingua krinkati-timbira [xri] detta anche krikati-gaviao, krikati-timbira, krinkati-gaviao
- Lingue gê centrali
  - Lingua xakriabá [codice ISO 639-3 xkr] detta anche chakriaba, chikriaba, shacriaba (estinta)
  - Lingua xavánte [xav] detta anche a'uwe uptabi, a'we, akuên, akwen, chavante, crisca, pusciti, shavante, tapacua,19.000 locutori
  - Lingua xerénte [xer] detta anche sherenté,2.570 locutori
  - Lingua acroá [acs] detta anche coroá,
- Lingue gê meridionali
  - Lingua xokleng [xok],100 locutori
  - Lingue kaingang,18.000 locutori
    - Lingua kaingang [kgp]
    - Lingua kaingáng di São Paulo [zkp]

Secondo alcuni linguisti la famiglia linguistica apparterrebbe a sua volta ad un macrolinguaggio denominato Gruppo di Lingue macro-gê, tale super-gruppo non è però accettato dalla maggioranza degli studiosi (ad esempio, come si è visto, Ethnologue non lo prende in considerazione e considera le lingue gê come una famiglia a sé stante).